# Johann Heinrich Gadow
Johann Heinrich Gadow (* 1815; † 11. Dezember 1895 in Seelow) war ein deutscher lutherischer Pastor und Forschungsreisender.

## Leben
Gadow studierte Evangelische Theologie an der Universität Breslau. Während des Studiums wurde er 1831 oder 1832 Mitglied des Corps Silesia. Nach Abschluss der Ausbildung bescheinigte ihm das Konsistorium der Provinz Pommern 1841, zum Predigtamt wahlfähig zu sein. 1846/47 unternahm Gadow mit Philipp Wolff eine zehnmonatige Reise nach Palästina. Gadow fertigte dabei die Zeichnungen und Statistiken für das Buch von Wolff über Palästina sowie einen neuen Stadtplan von Jerusalem an. Er verfasste aber auch ein eigenes Reisetagebuch und seinerzeit viel zitierte Aufsätze. Obwohl altlutherische Gläubige gegen seine Einsetzung heftig protestiert hatten, war er von 1849 bis 1856 landeskirchlicher Pastor in Trieglaff, Kreis Greifenberg.   Danach war er Pastor in Krummin und Pfarrer in Lietzen.
Er verstarb in Seelow.

## Ehrungen und Auszeichnungen
Johann Heinrich Gadow wurde am 25. März 1895 mit dem Roten-Adler-Orden 4. Klasse ausgezeichnet.

## Werke
- Ausflug von Jerusalem über Jericho an den Jordan, das Todte Meer und Mar Saba, März 1847, in: Zeitschrift der deutschen morgenländischen Gesellschaft, Bd. II, 1848, 1, S. 52–65 Digitalisat
- Mittheilungen über die gegenwärtigen Terrainverhältnisse in und um Jerusalem, in: Zeitschrift der Deutschen Morgenländischen Gesellschaft, Bd. III, 1849, S. 35 ff. Digitalisat.
- Ueber die gegenwärtige Besteuerung einige Districte des Paschaliks Jerusalem nach authentischen Quellen, in: Monatsberichte über die Verhandlungen der Gesellschaft für Erdkunde zu Berlin, Bd. 5, 1847/48, S. 2–7 Digitalisat
- Mittheilungen über Jerusalem aus dem Tagebuche eines Augenzeugen, Königsberg i. N.: Windolff und Striese, 1848